# 9741 Solokhin
A 9741 Solokhin (ideiglenes jelöléssel 1987 UU4) a Naprendszer kisbolygóövében található aszteroida. Ljudmila Vasziljevna Zsuravljova fedezte fel 1987. október 22-én.